# 八宝素菜
八宝素菜是潮州菜中的代表素菜 ，该菜历史悠久，有上千年的历史。“八宝素菜”用料讲究，主要用莲子、香菇、干草菇、冬笋、发菜、大白菜、腐枝、栗子八种植物性原料，经用上汤烹制而成。该菜被命名為“八宝”，可见潮州人民对它的重视。

## 食材
八宝素菜以白菜心为主料，配有草菇、冬菇、口蘑、发菜、冬笋、栗子、豆腐衣等食材。